# Velkej zadek, dutá hlava
Velkej zadek, dutá hlava (v anglickém originále Fat Butt and Pancake Head) je pátý díl sedmé řady amerického animovaného televizního seriálu Městečko South Park.

## Děj
Cartman si na svojí ruku namaluje obličej a začne předstírat, že je to převtělená zpěvačka Jennifer Lopez. Do namalovaného obličeje Lopezové se bezhlavě zamiluje herec Ben Affleck a mezitím začne opravdová Jennifer Lopez zuřit.

## Zajímavosti[1]
- Název dílu je odkaz na seriál Beavis a Butt-head a na velký zadek Jennifer Lopez a plochou tvář Bena Afflecka
- Ve studiu U R Da Star je možné vidět plakáty zpěváků Eltona Johna, Marylina Mansona a Phila Collinse
- Píseň, kterou Lopez zpívá během rande s Benem, je parodie na song "Ben" od Michaela Jacksona